# 郭斌偉
郭斌偉（1928年—），中華民國軍事人物，前中華民國總統蔣中正首席侍衛官。

## 生平
郭斌偉於1928年出生在浙江省蕭山縣新灣鎮。父親開設「郭錦記五金電料號」，家中有五個孩子，郭斌偉排行老三，及至五六歲父親過世時，就過繼給三叔。郭斌偉入學四年級時，學校因抗戰而停辦，因此轉到私塾繼續讀書。十五歲時在三叔成立的「鹽民子弟小學」任代課老師。二戰結束之後，考上蕭山簡易師範學校。
郭斌偉早年加入成為中國國民黨黨員，十五、六歲時就擔任浙江省蕭山縣黨部二十區黨部第一區分部的書記幹部。1946年秋，國民政府警衛總隊招考衛士，郭斌偉決定棄筆從戎，隨軍員在南京入伍。
此後隨國民政府遷臺，並晉升為首席侍衛官（龍頭侍衛），任蔣中正侍從人員長達30年。1975年退役後，調至台北市政府任職公務員，曾任台北市政府警察局技正、台北市政府環境清潔處副處長、台北市勤務指揮中心副主任。1994年退休，並擔任浙江蕭山同鄉會理事長。

## 家庭
其妻盛少學，生於1936年，與郭斌偉於民國48年（1959年）結婚，結縭50餘年 | 兩人育有三名子女，長女郭又禎、台灣大學農藝系畢業、到美國深造美國威斯康辛大學大數據研究所畢業 現任職於強生公司。次子郭大慶、清華大學化學系畢業新澤西FDU電腦碩士畢業、現任於默克藥廠。么子郭力瑋、紐約大學廣播電視畢業、現任於美國NBC新聞國家廣播電視台、新聞數位電視、戰略副理。

## 參考資料

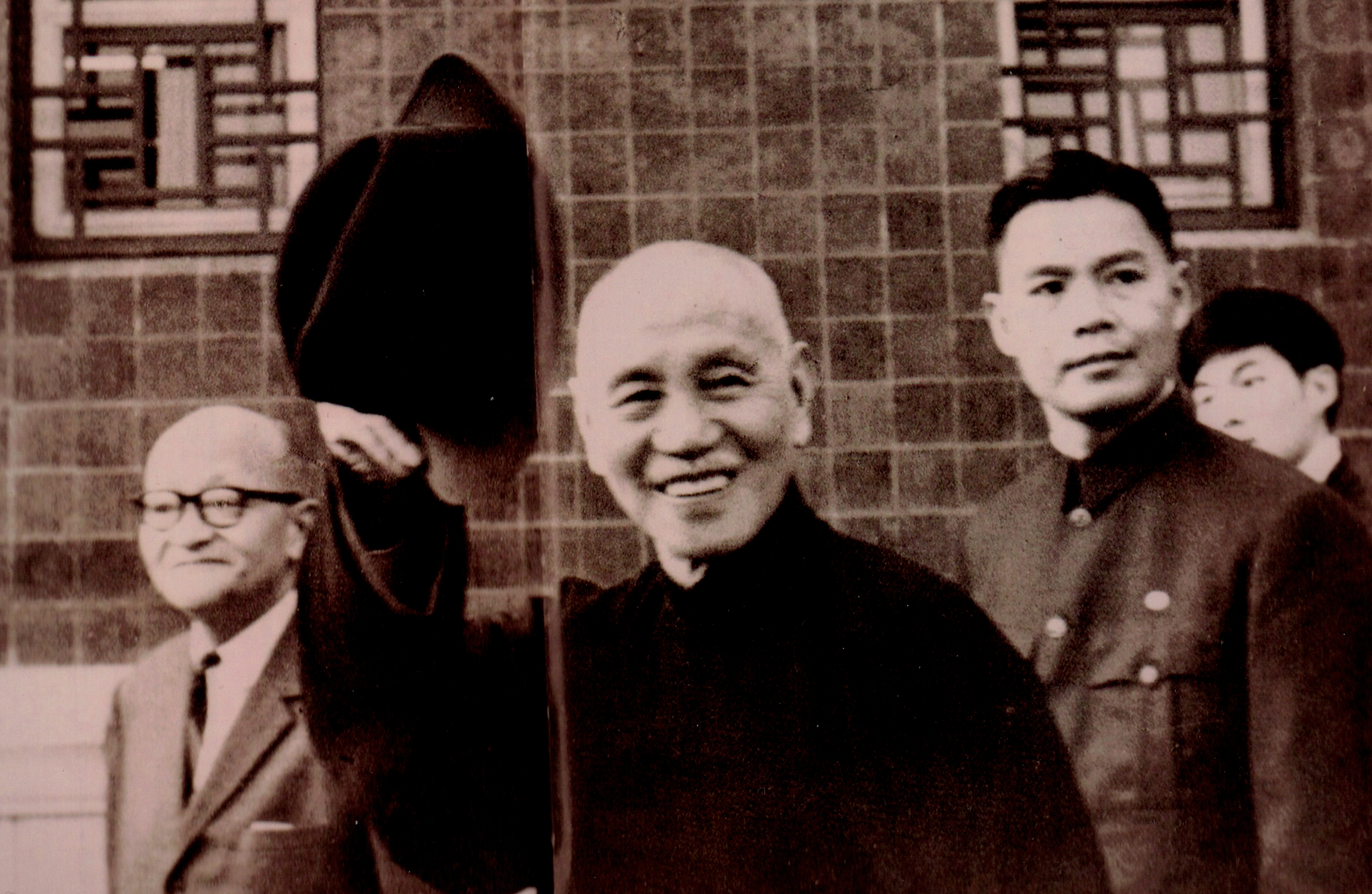
蔣中正巡視 蔣復聰院長 郭斌偉少將右二
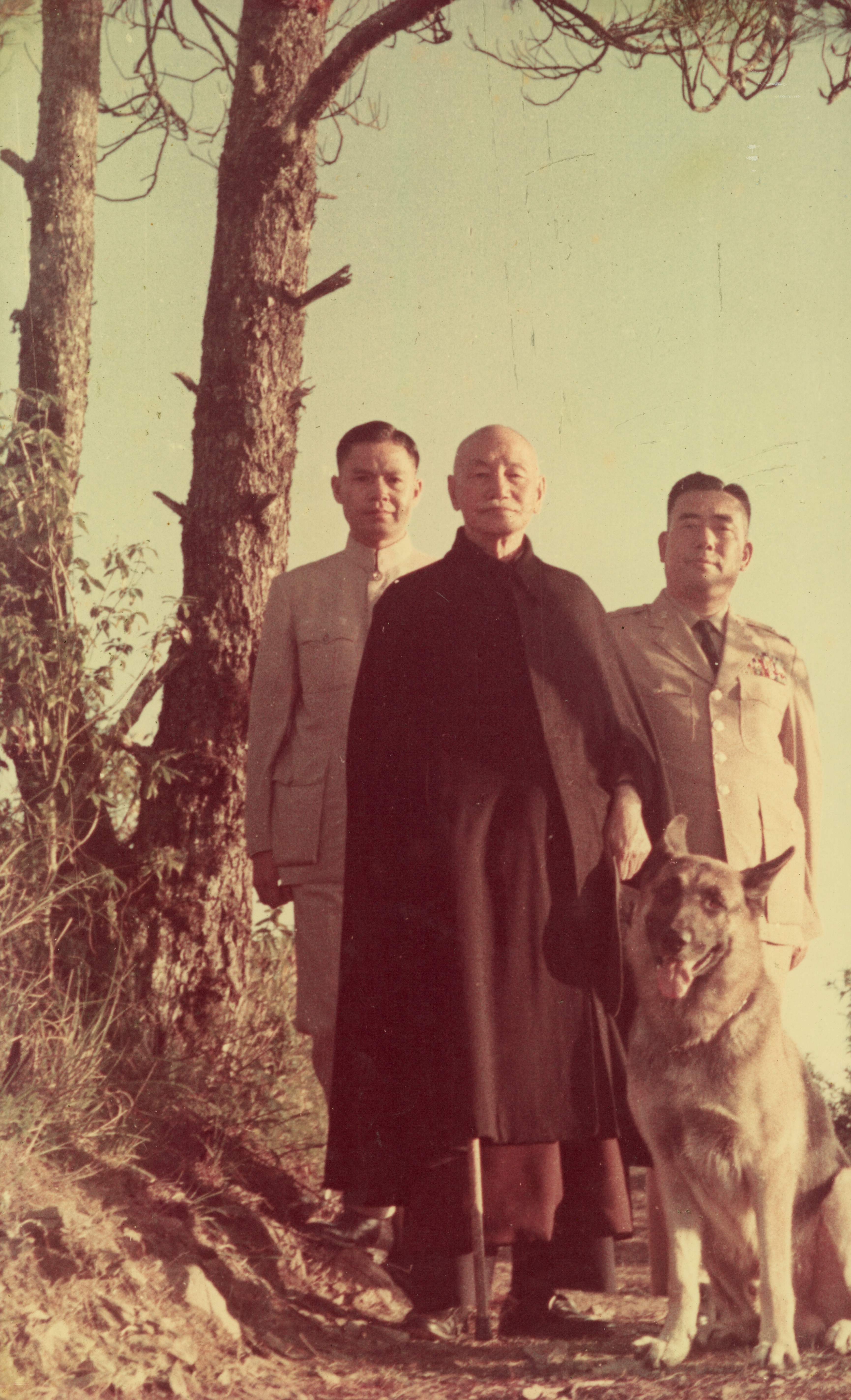
蔣中正散步 右郝柏村 郭斌偉少將左一
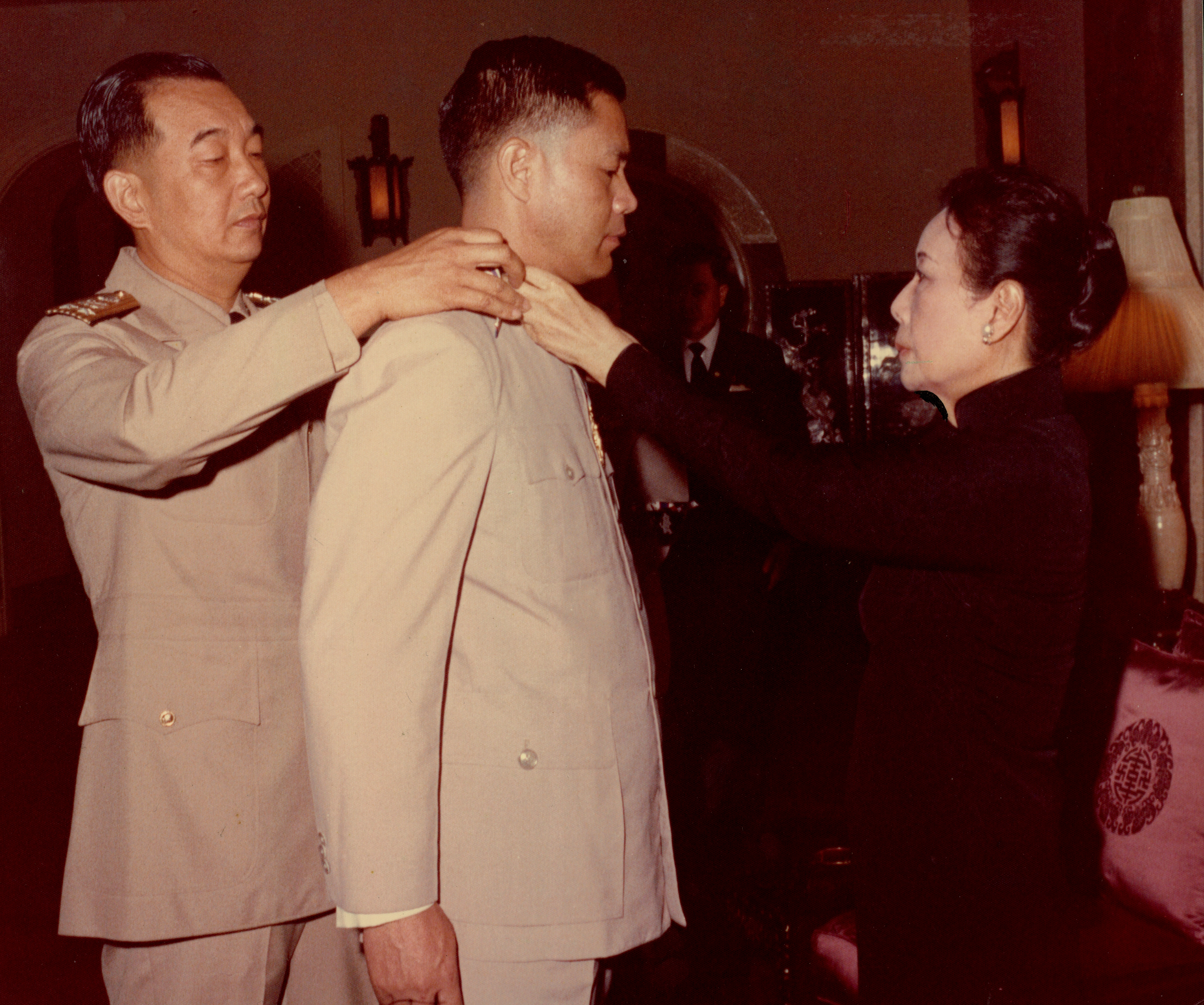
郭斌偉 晉升少將受階 宋美齡右一
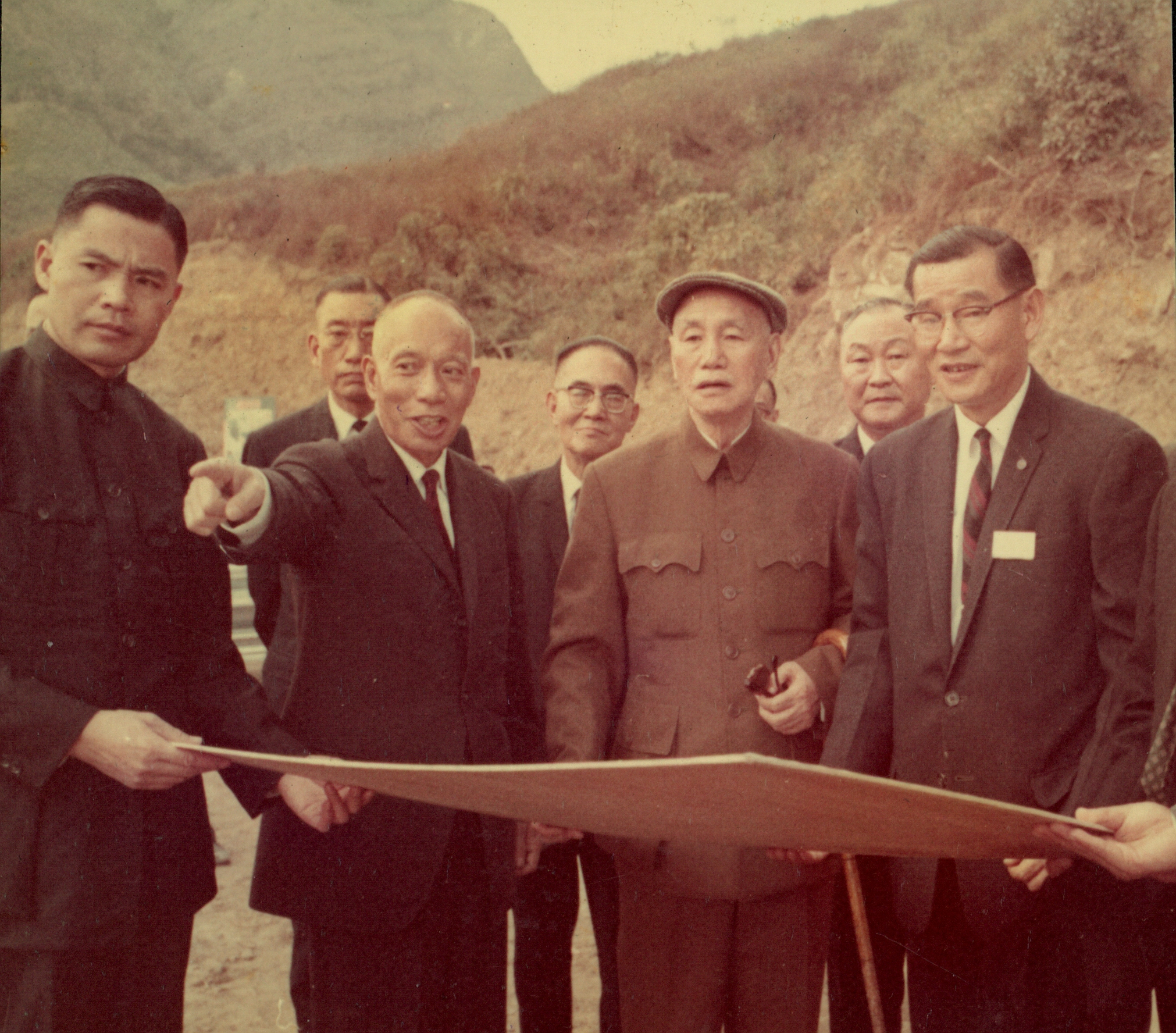
蔣中正巡視 曾文水庫 郭斌偉少將左一
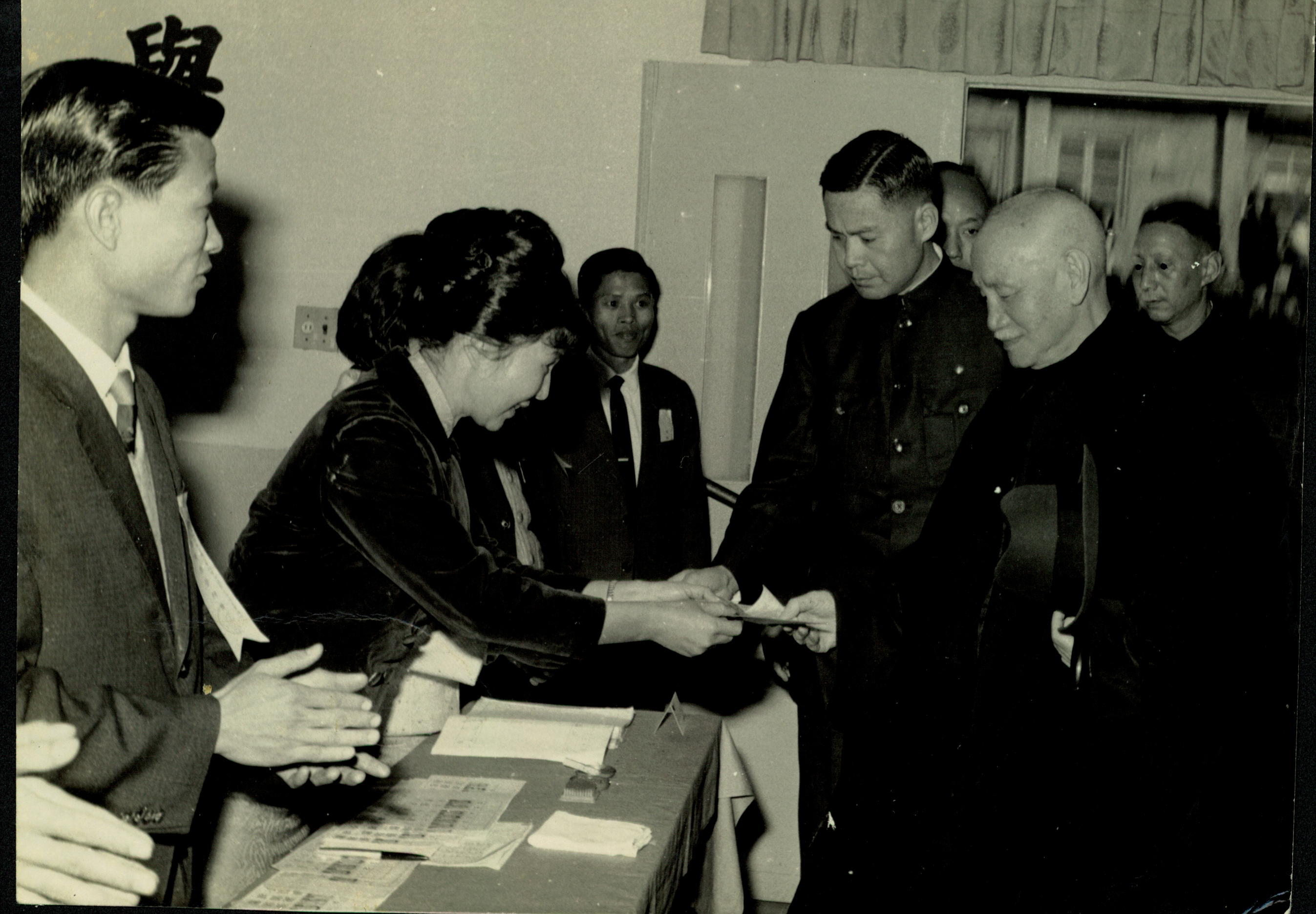
蔣中正 士林選舉投票 郭斌偉少將隨後
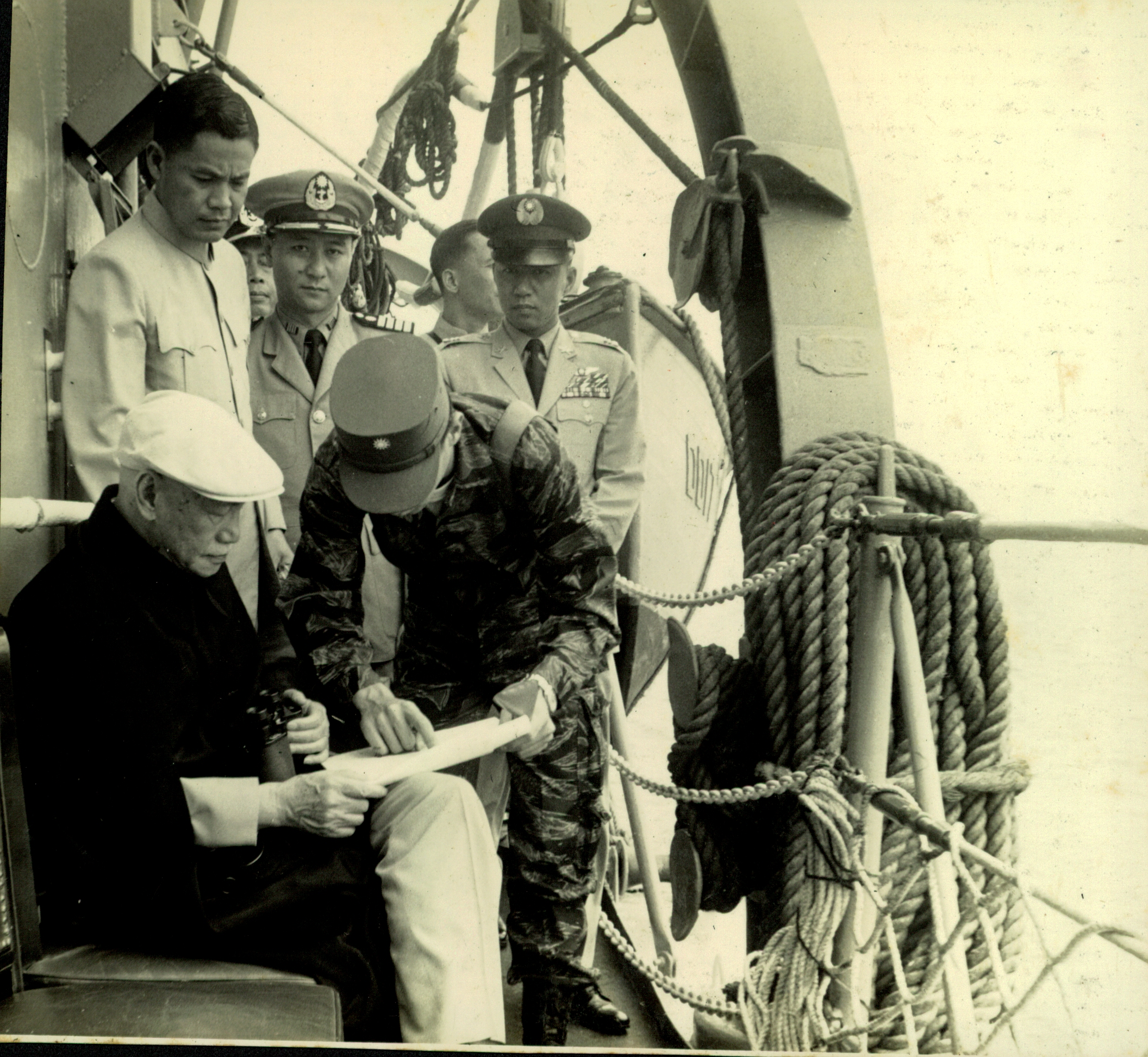
蔣中正南陽艦綠島視察 郭斌偉隨護左一
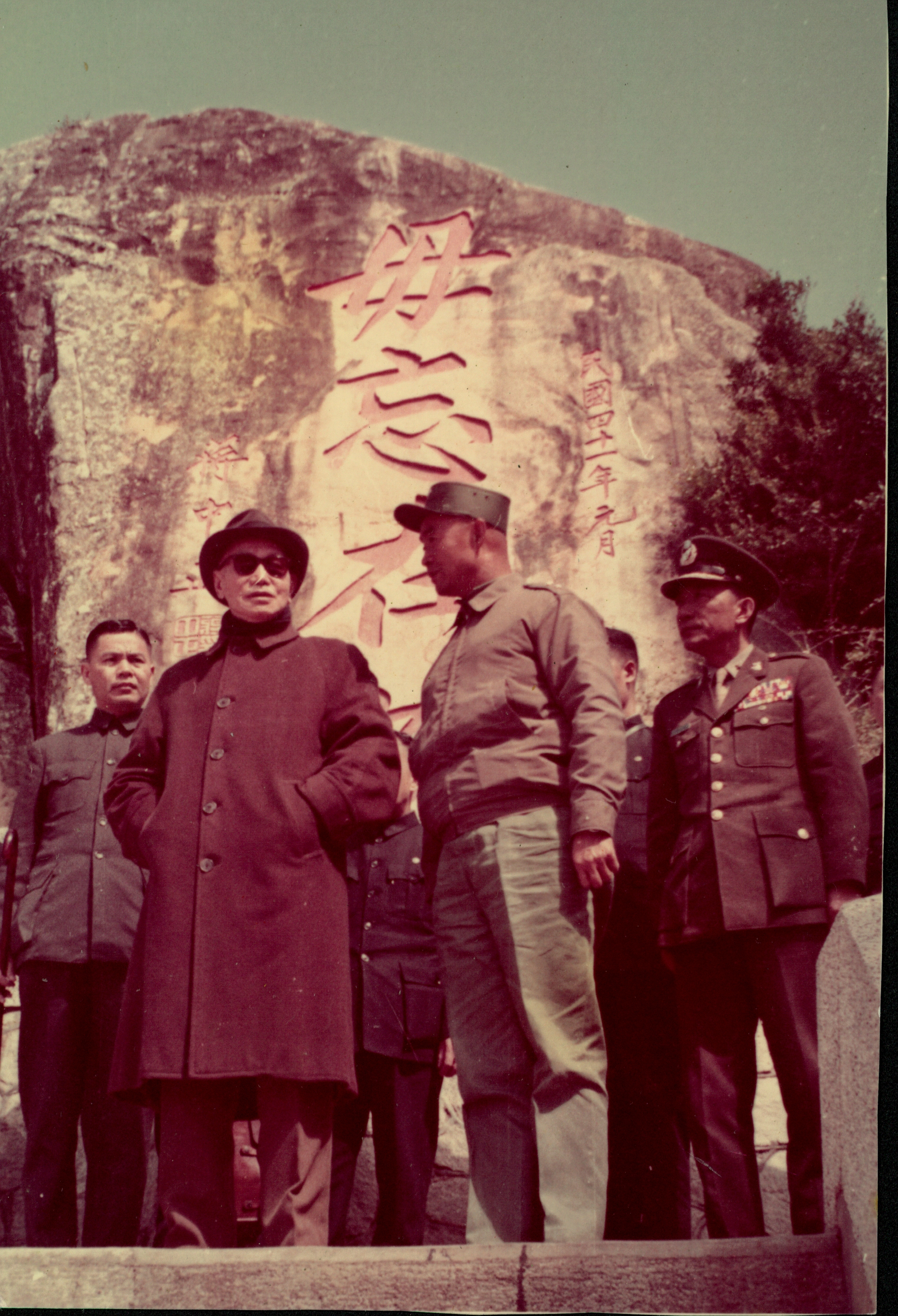
蔣中正金門 右一孔令晟 右二金防部司令馬安瀾 郭斌偉少將左一.jpg
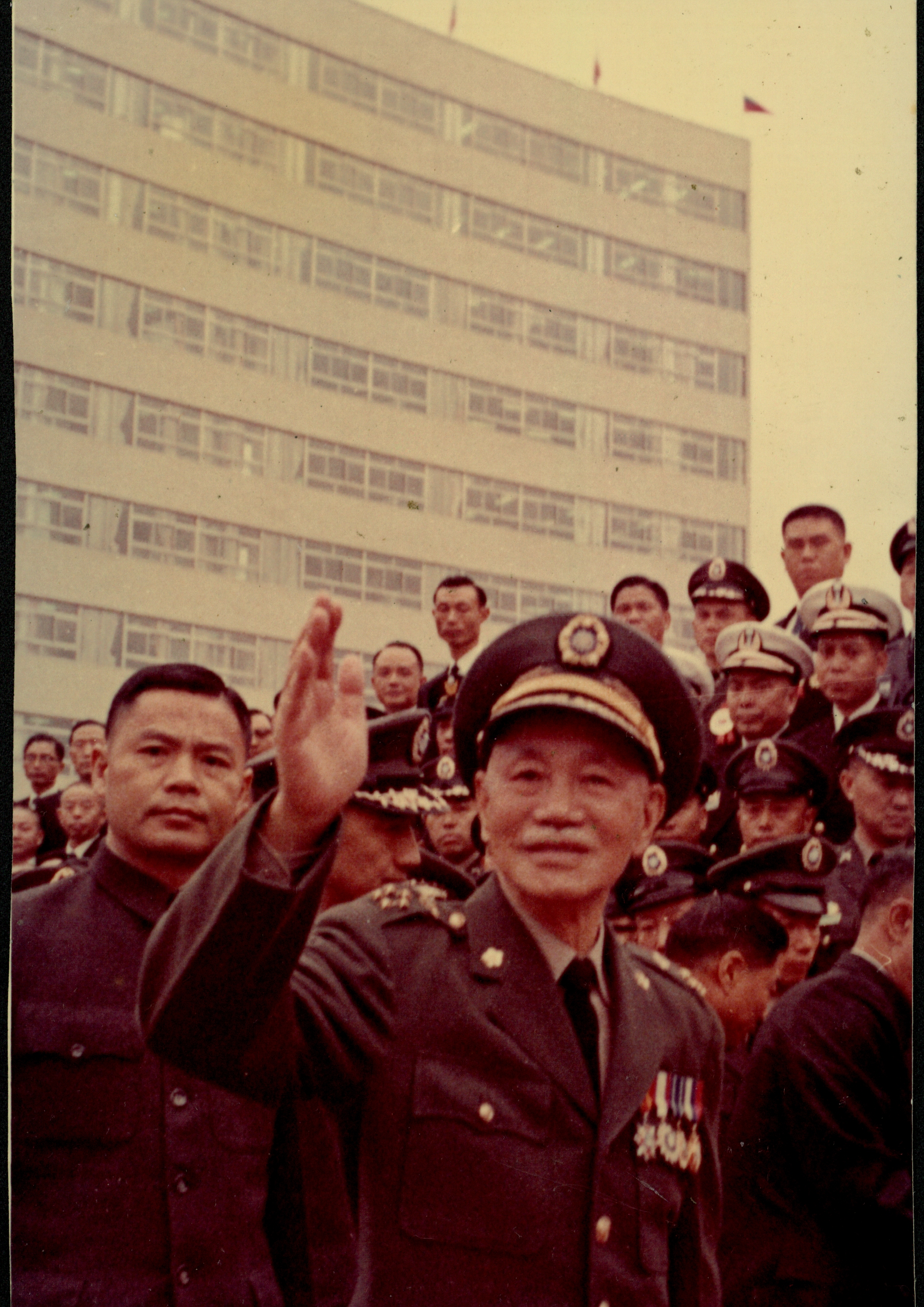
蔣中正中山堂元旦團拜 郭斌偉少將左一
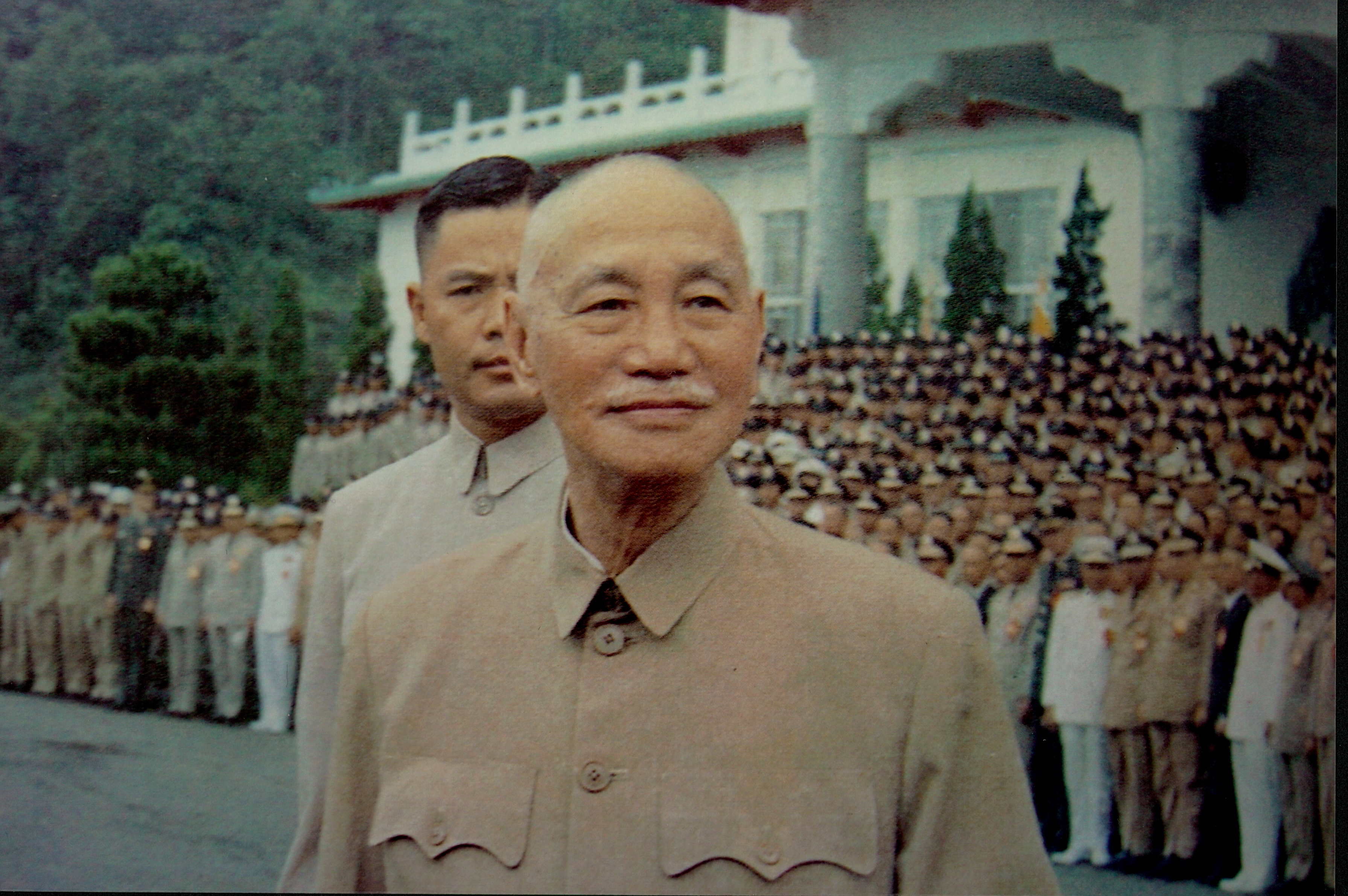
蔣中正軍事校畢業典禮 郭斌偉少將左
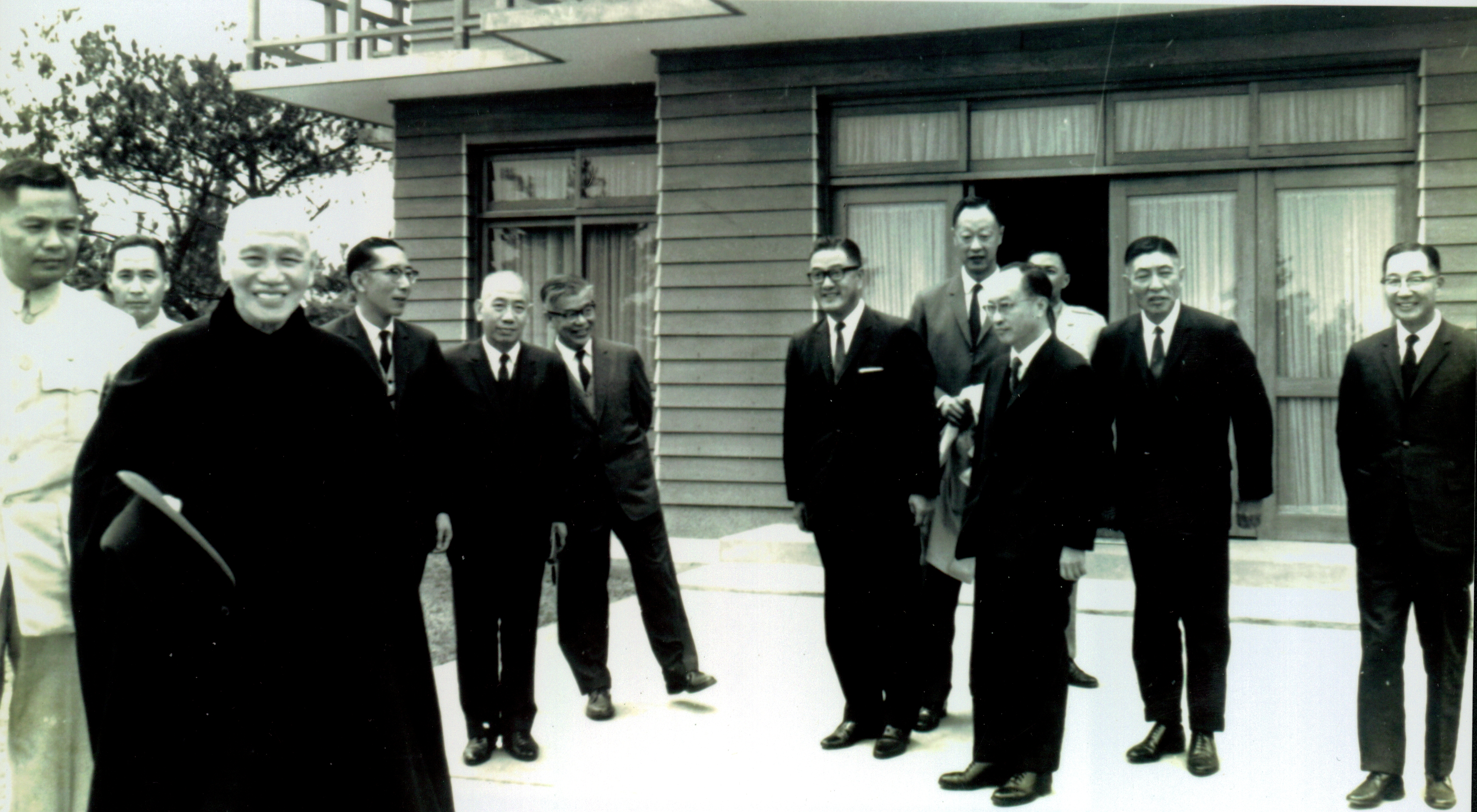
蔣中正 科技專家合影，左一郭斌偉少將、左五為黃少谷、左六為吴大猷，右一為俞國華、右二為李國鼎、右四為陶聲洋、右五為蔣彥士
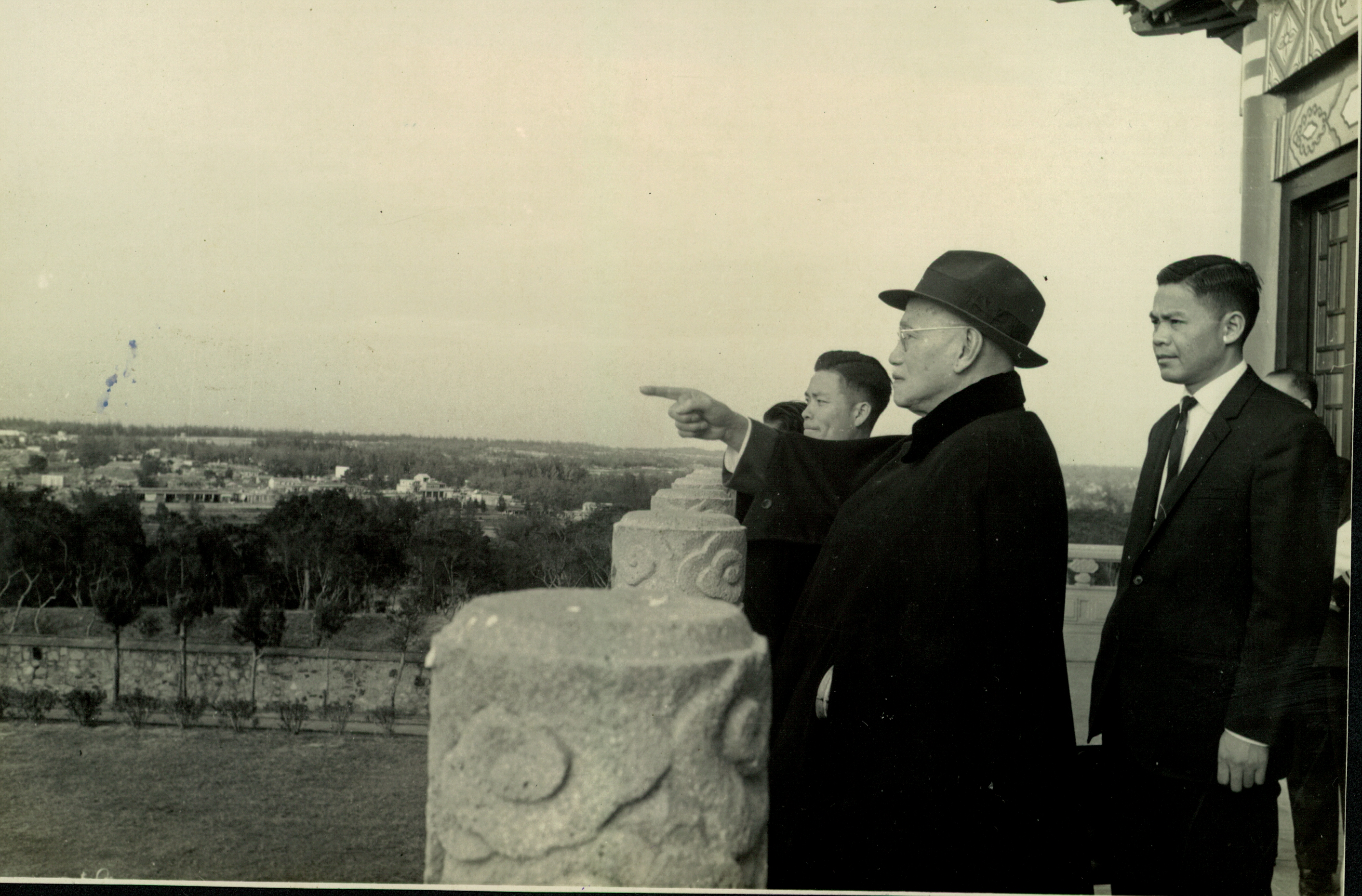
蔣中正 武陵農場 郭斌偉少將 右一
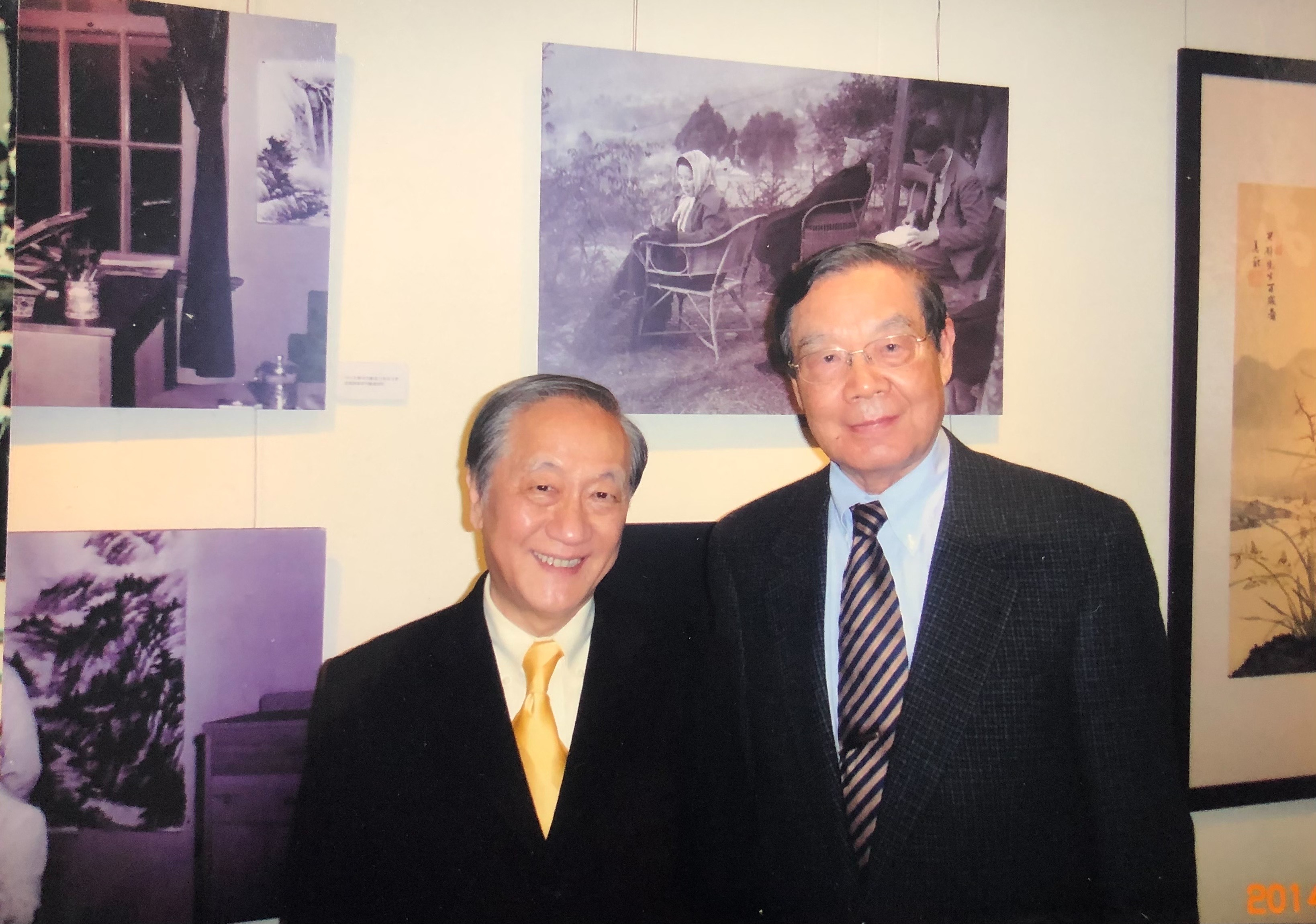
新黨 榮譽主席 郁慕明 郭斌偉少將右一
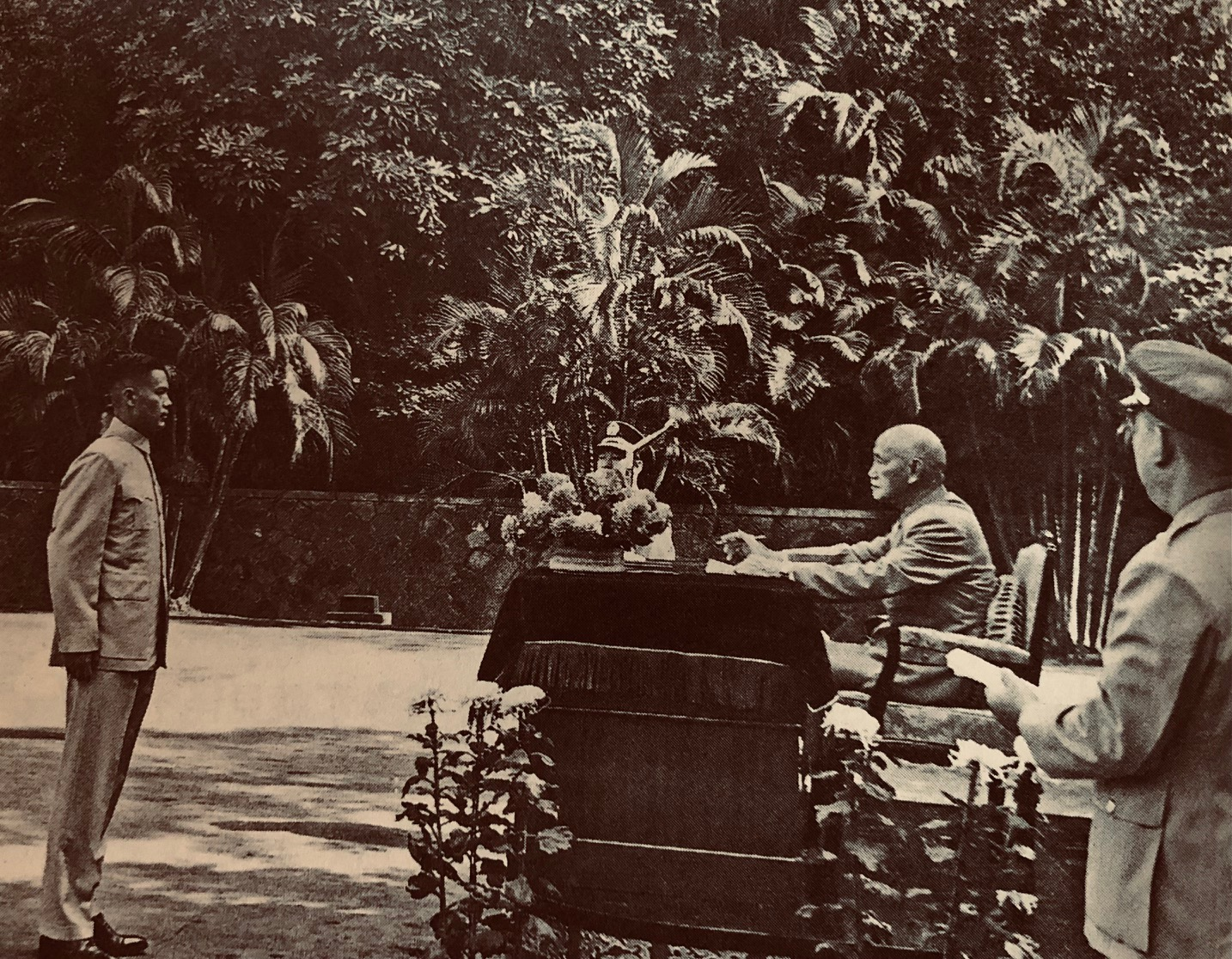
蔣中正 訓示 郭斌偉將軍 左一